# Доктор-Мора
Доктор-Мора (исп. Doctor Mora) — город и административный центр одноимённого муниципалитета в мексиканском штате Гуанахуато. Численность населения, по данным переписи 2010 года, составила 5 140 человек.

## История
Город был основан в 1860 году Агустином Гонсалесом де Коссио, и назван в честь доктора Хосе Марии Луиса Моры.